# Parantica pedonga
Parantica pedonga is een vlinder uit de familie Nymphalidae, onderfamilie Danainae.
De wetenschappelijke naam van de soort is voor het eerst geldig gepubliceerd in 1970 door Tomoo Fujioka.